# Robbie Scott
Robert „Robbie“ Scott (* um 1955; † Mitte 2019) war ein US-amerikanischer Jazzmusiker (Schlagzeug) und Bandleader.
Scott nahm 1978 mit dem Gitarristen Jackie King auf (Skylight). Er bildete mit dem Bassisten Beverly Peer Ende der 1980er-Jahre regelmäßig das Begleitduo des Sängers Bobby Short, der im  Cafe Carlyle auftrat. Zu hören ist er auch auf Shorts Telarc-Album Late Night at the Cafe Carlyle. Montags leitete er zudem ein elfköpfiges Orchester, New Deal Swing Band, die ein Engagement im Red Blazer Too hatte, einem Restaurant in der West 46th Street. Stilistisch lag der Fokus des Ensembles auf der Musik Duke Ellington der 1920er-Jahre. Der Band gehörten u. a. der Bassposaunist Chris Gulhaugen, die Saxophonisten Dan Block, Tom Olen und Scott Robinson, die Trompeter John Eckert und Vinnie Cutro sowie der Posaunist Herb Besson an. Scott war auch Mitglied der Smith Street Society Jazz Band, zu hören auf dem Album I'm Alabamy Bound (u. a. mit Howard Alden). Er war nach Tom Lord an acht Aufnahmesessions beteiligt, u. a. mit Abbie Gardner, Dorothy Loudon und Cliff Sarde.

## Diskographische Hinweise
- The Smith Street Society Jazz Band: Take Me to the Land of Jazz (GHB, 1986), mit Ernie Carson, Herb Gardner, Bruce McNichols, Frank Vignola, „Chicken“ Joe Hanchrow, Lynne McNichols
- The Hot Antic Jazz Band Joins the Smith Street Society Jazz Band (OKOM, 2007)